# 徐文元
徐文元（1475年—？年），字用仁，浙江绍兴府餘姚縣人，民籍。

## 生平
治《礼记》，行一，由國子生中式弘治甲子科（1504年）浙江鄉試第五十五名舉人，年三十四歲中式正德三年（1508年）戊辰科會試第二百十三名，第二甲第八十八名進士。

## 家族
曾祖徐瑞。祖徐詔，府经历。父徐蘭。母史氏。慈侍下，弟文炳、文制、文貞。